# Sarvijärvi (sjö i Finland, Kajanaland, lat 64,22, long 30,03)
Sarvijärvi är en sjö i Finland. Den ligger i kommunen Kuhmo i landskapet Kajanaland, i den östra delen av landet, 500 km nordost om huvudstaden Helsingfors. Sarvijärvi ligger 191 meter över havet. Den är 15,4 meter djup. Arean är 45,5 hektar och strandlinjen är 3,97 kilometer lång. Sjön  ingår i Uleälvens huvudavrinningsområde. 